# Mohamed Laâbidi
Mohamed Laâbidi est un footballeur tunisien évoluant au poste de milieu offensif.

## Carrière
- ?-juillet 2006 : Jendouba Sports (Tunisie)
- juillet 2006-juillet 2007 : Club sportif sfaxien (Tunisie)
- juillet 2007-juillet 2010 : Jendouba Sports (Tunisie)
- juillet 2010-août 2011 : El Gawafel sportives de Gafsa (Tunisie)
- août 2011-janvier 2013 : Olympique de Béja (Tunisie)